# Traversierung
Das aus der lateinischen Sprache stammende Wort Traversierung (Verbum französisch traverser, englisch to traverse) wird verschiedentlich im Sinn von ‚etwas durchschreiten‘, ‚überqueren‘ gebraucht.

## Graphentheorie
Traversierung ist in der Graphentheorie der Name für Verfahren, die eine Route bestimmen, bei der jeder Knoten und jede Kante eines Graphen genau einmal besucht wird. Die beiden bekanntesten Verfahren sind die Breitensuche und die Tiefensuche. Für Binärbäume existieren spezielle Traversierungen, die man als Linearisierung bezeichnet.

## Messtechnik
Eine Traversierung bezeichnet ein Positionierungssystem für Sensoren etc. Angewendet wird es z. B. bei der Particle Image Velocimetry zur Vermessung von Strömungsvorgängen. Die Traversierung hat hier die Aufgabe, die Kamera oder den Laserlichtschnitt in die richtige Position im Raum zu fahren. Meist werden 2-Achs-Traversierungen verwendet, d. h., es kann vertikal und horizontal eine Position gewählt und sehr präzise angefahren werden.

## Hypertext
Bei Hypertexten gibt es Links. Dabei ist stets ein Ausgangs- und ein Zielpunkt gegeben. Wird ein Link aktiviert, erfolgt automatisch eine Traversierung auf den Zielpunkt.

## Bewegung
Bei verschiedenen sportlichen Betätigungen hat „traversieren“ die Bedeutung
„eine Fläche schräg oder quer durchschreiten“:
- Reitsport: die Reitbahn in diagonaler Richtung durchreiten, wobei die Bewegung vorwärts-seitwärts erfolgt
- Bergsport: das Gelände waagerecht, also ohne wesentliche Höhenänderung, queren
- Fechtsport: seitwärts ausfallen